# Daucus pumilus
Daucus pumilus är en flockblommig växtart som beskrevs av Théodore Caruel. Daucus pumilus ingår i släktet morötter, och familjen flockblommiga växter. Inga underarter finns listade i Catalogue of Life.